# Phillipsburg (New Jersey)
Pour les articles homonymes, voir Phillipsburg.
Phillipsburg est une ville du comté de Warren au New Jersey, aux États-Unis.